# جون فاينبيرغ
جون فاينبيرغ (بالإنجليزية: John Feinberg)‏ هو فيلسوف أمريكي، ولد في 2 أبريل 1946.